# Trite planiceps
Trite planiceps (Simon, 1899) é uma espécie de aranha-saltadora (família Salticidae) comum na Nova Zelândia, onde é endémica. É uma das cerca de 150 espécies de aranhas-saltadores com distribuição natural na Nova Zelândia.